# Jean-Marc Ayrault
Jean-Marc Ayrault (ur. 25 stycznia 1950 w Maulévrier) – francuski polityk, wieloletni mer Nantes, parlamentarzysta, przewodniczący frakcji socjalistycznej. Od 15 maja 2012 do 31 marca 2014 premier Republiki Francuskiej w dwóch kolejnych rządach, od lutego 2016 do maja 2017 minister spraw zagranicznych.

## Życiorys

### Wykształcenie i działalność do 2012
Studiował literaturoznawstwo na Uniwersytecie w Nantes. W latach 1973–1986 był nauczycielem niemieckiego. W 1971 został członkiem Partii Socjalistycznej. Sześć lat później objął urząd mera Saint-Herblain, będąc najmłodszym burmistrzem w miejscowościach powyżej 30 tys. mieszkańców. Funkcję tę pełnił do 1989, w międzyczasie od 1976 do 1982 zasiadał w radzie departamentu Loara Atlantycka. W 1989 objął stanowisko mera Nantes, był wybierany na kolejne kadencje, zajmując to stanowisko do 2012. W 1997 za przestępstwo protekcji (zlecenie w latach 1991–1993 druku miejskiej gazety przedsiębiorcy związanemu z Partią Socjalistyczną bez odpowiedniego konkursu ofert) został skazany na karę pół roku pozbawienia wolności z warunkowym zawieszeniem jej wykonania.
W 1986 po raz pierwszy uzyskał mandat posła do Zgromadzenia Narodowego. Od tego czasu nieprzerwanie był wybierany na kolejne kadencje do izby niższej parlamentu, skutecznie ubiegając się o reelekcję w każdych wyborach (1988, 1993, 1997, 2002 i 2007). W 1997 stanął na czele poselskiej Grupy Socjalistycznej, od 2007 działającej pod nazwą Grupa Socjalistów, Radykałów, Obywateli i Pozostałej Lewicy (Socialiste, radical, citoyen et divers gauche), pełnił tę funkcję przez piętnaście lat.

### Premier
15 maja 2012 Jean-Marc Ayrault został mianowany na urząd premiera przez nowo wybranego prezydenta François Hollande’a. 16 maja 2012 został ogłoszony skład jego gabinetu, w którym poszczególne funkcje objęli przedstawiciele PS, a także zielonych i radykałów.
Wystartował następnie w wyborach parlamentarnych w 2012, uzyskał poselską reelekcję już w pierwszej turze z 10 czerwca. 18 czerwca tego samego roku, dzień po drugiej turze wyborów, w których socjaliści i ich sojusznicy uzyskali większość w Zgromadzeniu Narodowym XIV kadencji, premier podał się do dymisji. Tego samego dnia otrzymał od prezydenta ponowną nominację z misją utworzenia drugiego gabinetu.
Jego skład (łącznie z premierem 38 osób) został ogłoszony 21 czerwca 2012. Liczba ministrów została zwiększona z 18 do 19, a ministrów delegowanych z 16 do 18 (dla porównania ostatni centroprawicowy gabinet François Fillona rozpoczynał urzędowanie w składzie 23 osób). Większość dotychczasowych członków rządu zachowała swoje stanowiska.
31 marca 2014 w wyniku przegranych przez socjalistów wyborów lokalnych Jean-Marc Ayrault podał się do dymisji, która została przyjęta. Prezydent François Hollande tego samego dnia na stanowisko premiera desygnował dotychczasowego ministra spraw wewnętrznych Manuela Vallsa.

### Działalność od 2014
Po dymisji Jean-Marc Ayrault powrócił do wykonywania mandatu poselskiego. 11 lutego 2016 wszedł w skład rządu Manuela Vallsa jako minister spraw zagranicznych, zastępując Laurenta Fabiusa.
Pozostał na tej funkcji również w utworzonym w grudniu 2016 rządzie Bernarda Cazeneuve’a. Zakończył urzędowanie wraz z całym gabinetem w maju 2017.

## Odznaczenia
- Legia Honorowa III klasy (2019)[12]
- Order Narodowy Zasługi I klasy (z urzędu, 2012)[13]
- Order Zasługi Republiki Włoskiej I klasy (Włochy, 2012)[14]